# Lebor na hUidre
El Lebor na hUidre (irlandès Llibre de la Vaca Bruna) és una de les obres fonamentals de la literatura irlandesa antiga.
Fou compilat el 1106 al monestir de Clonmacnoise (comtat d'Offaly) i es tracta de poesia rítmica amb incorporacions posteriors, que recompila el cicle fenià (Finn, el seu fill Osian, el seu net Oscar i Cormac Mac Art, que jugaren un rol a les llegendes similar a la dels cavallers de l'Ordre artúric, cavalleresc i unitat nacional) i dona data a les batalles de Cnucha (174) provocada pel rapte de Murni per Cumael, fill de Tadgh, druida del rei Cathair el Gran, que provoca la derrota i mort de cumall i Murni, embarassada, s'amaga i pareix Demni, mare de Finn; i la de Gabra (283). Els texts foren transferits pel monjo Maelmurrie, i conté entre altres el Táin Bó Cúailnge.